# 第51回ベルリン国際映画祭
第51回ベルリン国際映画祭は2001年2月7日から18日まで開催された。

## 概要
コンペティション部門には23本の長編映画と、11本の短編映画が上映された。その中でフランス映画『インティマシー/親密』が金熊賞を受賞。コンペティション部門やフォーラム部門において、韓国、タイ、中国、日本といったアジアからの優れた映画に注目が集まった。また、カーク・ダグラスが名誉金熊賞を、熊井啓がベルリナーレ・カメラを受賞した。

## 受賞
- 金熊賞：『インティマシー/親密』（パトリス・シェロー）
- 銀熊賞
  - 審査員グランプリ：『北京の自転車』（ワン・シャオシュアイ）
  - 監督賞：リン・チェンシン（『愛你愛我』）
  - 男優賞：ベニチオ・デル・トロ（『トラフィック』）
  - 女優賞：ケリー・フォックス（『インティマシー/親密』）
  - 芸術貢献賞：ラウル・ペレス・クベーロ（『Una historia de entonces』）
  - 審査員賞：ロネ・シェルフィグ（『幸せになるためのイタリア語講座』）
- アルフレッド・バウアー賞：『沼地という名の町』（ルクレシア・マルテル）

## 上映作品

### コンペティション部門
長編映画のみ記載。アルファベット順。邦題がついていない場合は原題の下に英題。
| 題名 原題                                              | 監督                         | 製作国                              |
| ------------------------------------------------------ | ---------------------------- | ----------------------------------- |
| 処女 À ma soeur!                                       | カトリーヌ・ブレイヤ         | フランス イタリア                   |
| 愛你愛我                                               | リン・チェンシン             | 台湾 中国 フランス                  |
| Bamboozled                                             | スパイク・リー               | アメリカ合衆国                      |
| ショコラ Chocolat                                      | ラッセ・ハルストレム         | イギリス アメリカ合衆国             |
| 小説家を見つけたら Finding Forrester                   | ガス・ヴァン・サント         | アメリカ合衆国                      |
| フェリックスとローラ Félix et Lola                     | パトリス・ルコント           | フランス                            |
| インティマシー/親密 Intimacy                           | パトリス・シェロー           | イギリス フランス ドイツ スペイン   |
| JSA 공동경비구역 J.S.A                                 | パク・チャヌク               | 韓国                                |
| 狗神 INUGAMI                                           | 原田眞人                     | 日本                                |
| 幸せになるためのイタリア語講座 Italiensk for begyndere | ロネ・シェルフィグ           | デンマーク スウェーデン             |
| クロエ                                                 | 利重剛                       | 日本                                |
| 沼地という名の町 La ciénaga                            | ルクレシア・マルテル         | アルゼンチン フランス スペイン      |
| 無邪気な妖精たち Le fate ignoranti                     | フェルザン・オズペテク       | イタリア フランス                   |
| Little Senegal                                         | ラシッド・ブシャール         | アルジェリア フランス ドイツ        |
| マレーナ Malèna                                        | ジュゼッペ・トルナトーレ     | イタリア                            |
| My Sweet Home                                          | フィリッポス・ツィトス       | ドイツ ギリシャ                     |
| 北京の自転車 十七岁的单车                              | ワン・シャオシュアイ         | 中国                                |
| めぐり逢う大地 The Claim                               | マイケル・ウィンターボトム   | イギリス フランス カナダ            |
| テイラー・オブ・パナマ The Tailor of Panama            | ジョン・ブアマン             | アメリカ合衆国 アイルランド         |
| トラフィック Traffic                                   | スティーヴン・ソダーバーグ   | アメリカ合衆国                      |
| Weiser                                                 | ヴォイチェフ・マルチェフスキ | ポーランド アメリカ合衆国 スイス 他 |
| エマ・トンプソンのウィット 命の詩 Wit                  | マイク・ニコルズ             | アメリカ合衆国                      |
| Una historia de entonces                               | ホセ・ルイス・ガルシ         | スペイン                            |

### コンペティション外
- 『13デイズ』 – ロジャー・ドナルドソン (アメリカ)
- 『クイルズ』 – フィリップ・カウフマン (アメリカ)
- 『SUPER 8』 – エミール・クストリッツァ (イタリア・ドイツ)
- 『スターリングラード』 – ジャン＝ジャック・アノー (ドイツ・イギリス)
- 『ハンニバル』 – リドリー・スコット (アメリカ)

## 日本映画
コンペティション部門に原田眞人監督の『狗神 INUGAMI』と利重剛監督の『クロエ』が出品されたが、両者とも受賞は逃した。
他にはパノラマ部門で辻仁成の『ほとけ』、熊井啓の『日本の黒い夏─冤罪』(国際功労賞受賞)、フォーラム部門で中川陽介の『Departure』、相米慎二の『風花 kaza-hana』、新藤風の『LOVE/JUICE』、竹中直人の『連弾』、松井稔の『日本鬼子 日中15年戦争・元皇軍兵士の告白』、熊切和嘉の『空の穴』がそれぞれ上映された。

## 審査員
- ビル・メカニック (アメリカ/プロデューサー)
- ファティ・アキン (ドイツ/監督)
- ダリオ・アルジェント (イタリア/監督)
- ヘクトール・バベンコ (ブラジル/監督)
- ジャクリーン・ビセット (イギリス/女優)
- ドミニク・ブラン (フランス/俳優)
- シェ・フェイ (中国/監督)
- ディエゴ・ガラン (スペイン/監督)
- 平野共余子 (日本/ニューヨーク・ジャパン・ソサエティー映画部門)